# Munich WCT
Il Munich WCT è stato un torneo di tennis facente parte del World Championship Tennis giocato a Monaco di Baviera in Germania su campi in sintetico indoor.

## Albo d'oro

### Singolare
| Anno       | Vincitore            | Finalista     | Punteggio          |
| ---------- | -------------------- | ------------- | ------------------ |
| 1973       | Stan Smith           | Cliff Richey  | 6-1 7-5            |
| 1974       | Frew Donald McMillan | Niki Pilic    | 6-7 7-6 7-6        |
| 1975       | Arthur Ashe          | Björn Borg    | 6-4 7-6            |
| 1976- 1981 | Non disputato        | Non disputato | Non disputato      |
| 1982       | Ivan Lendl           | Tomáš Šmíd    | 3–6, 6–3, 6–1, 6–2 |
| 1983       | Brian Teacher        | Mark Dickson  | 1–6, 6–4, 6–2, 6–3 |

### Doppio
| Anno       | Vincitori                       | Finalisti                            | Punteggio     |
| ---------- | ------------------------------- | ------------------------------------ | ------------- |
| 1973       | Niki Pilic Allan Stone          | Cliff Drysdale Cliff Richey          | 7-5, 5-7, 6-4 |
| 1974       | Bob Hewitt Frew Donald McMillan | Pierre Barthes Ilie Năstase          | 6-2, 7-6      |
| 1975       | Bob Hewitt Frew Donald McMillan | Corrado Barazzutti Antonio Zugarelli | 6-3, 6-4      |
| 1976- 1981 | Non disputato                   | Non disputato                        | Non disputato |
| 1982       | Mark Edmondson Tomáš Šmíd       | Kevin Curren Steve Denton            | 4–6, 7–5, 6–2 |
| 1983       | Kevin Curren Steve Denton       | Heinz Günthardt Balázs Taróczy       | 7–5, 2–6, 6–1 |